# Jakob Albert Jacobs

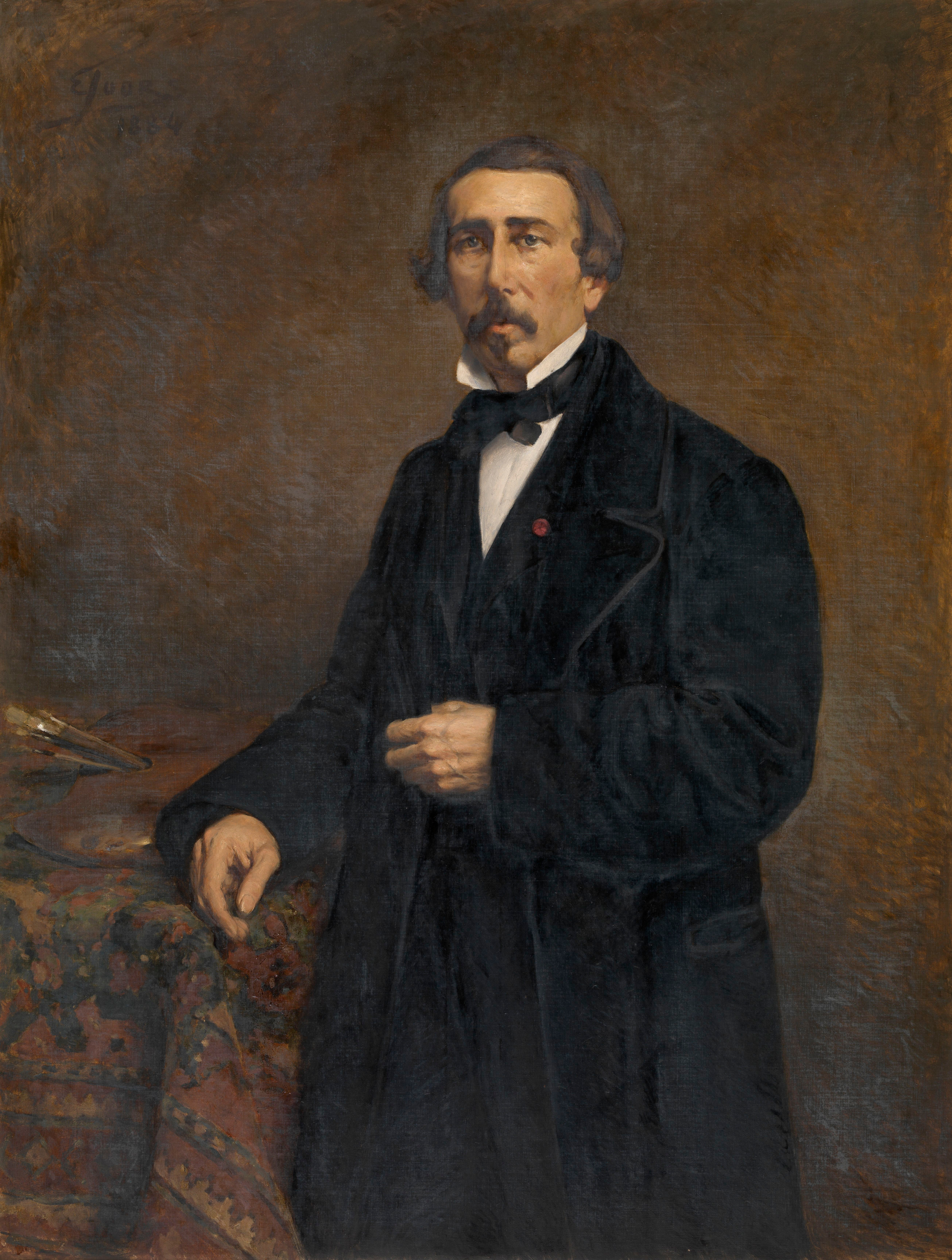
Jakob Albert Jacobs

Jakob Albert Michael Jacobs (* 19. Mai 1812 in Antwerpen; † 9. Dezember 1879 ebenda) war ein belgischer Landschafts-, Marine- und Tiermaler.

## Leben
Jacobs war ein Sohn des Buchdruckers Josephus Michaël Jacobs und Marie-Thérèse oder Maria Theresia (geborene van Beethoven) und war mütterlicherseits mit Ludwig van Beethoven verwandt.
Er war anfangs für die Buchdruckerei bestimmt, doch bald gelang es ihm, von seinen Eltern die Erlaubnis zu erhalten, Maler zu werden. Er studierte die Malerei an der Kunsthochschule in Antwerpen bei Mathieu Ignace van Brée, Gustave Wappers und Ferdinand von Braekeleer. Er erhielt Zugang zu der Galerie von F. Van der Schrieck in Löwen, wo er dessen Gemäldesammlung studieren konnte und bildete sich hauptsächlich durch Studien der älteren Meister, wie Ludolf Bakhuizen, Claude Gellée und Willem van de Velde und Claude Joseph Vernet.  Im Jahr 1833 debütierte er im Antwerpener Salon mit drei Werken, die allgemeinen Beifall fanden.
Er unternahm mehrere Studienreisen entlang der Küsten von Belgien, Frankreich und Holland und begab sich im Herbst 1838 für vier Monate nach Konstantinopel. Hier entstanden zahlreiche Bildnisse. Anschließend reiste er weiter durch Ägypten, Zypern, Griechenland, Kleinasien, Italien, England (Landon 1845), Deutschland (1847), Österreich und Russland, wo er sich insbesondere in Sankt Petersburg aufhielt. Auf einer zweiten Studienreise besuchte er England, Frankreich und Skandinavien (1855/56) und erneut Russland. Im Jahr 1843 wurde er als Lehrer für Landschafts-, Marine- und Tiermalerei an der Akademie in Antwerpen angestellt.
Bei seinem Aufenthalt in Landon nahm er 1845 an einer Ausstellung der Royal Academy of Arts aus. Die Deutschlandreise unternahm er gemeinsam mit seinem ehemaligen Lehrer Gustave Wappers.
Zu seinen Schülern gehörten: François Lamorinière, Isidore Meyers (1836–1917) und Théodore Verstraete (1850–1907).

## Familie
Am 12. April 1842 heiratete er Fräulein Johanna Maria Witteveen (–nach 1879). Mit ihr hatte er vier Kinder.
- ein Kind († 1843)
- Josephus Michaël Jacobus (19. April 1844–7. Mai 1879)[6]
- zwei Töchter, davon war eine, Jeanne Jacobs, ⚭ mit E. J. M. De Meyer

Die Trauerfeier anlässlich seines Todes fand am 13. Dezember 1879 in der St.-Antonius-Kirche statt. Beigesetzt wurde er auf dem Friedhof der Gemeinde Merxem.

## Auszeichnungen (Auswahl)
- 1836: Medaille der Brüssler Kunstausstellung
- 1845: Goldene Medaille der Brüssler Kunstausstellung
- 1849: Ritter des Belgischen Leopoldsordens für das Bildnis vom Wrack der „Floridian“
- 1864: Offizier des Leopoldsordens[8]
- 1875: Ordentliches Mitglied der königlich belgischen Akademie als Nachfolger von Gustave Wappers
- in Antwerpen wurde die „Jacobsstraat“ nach ihm benannt

## Werke (Auswahl)

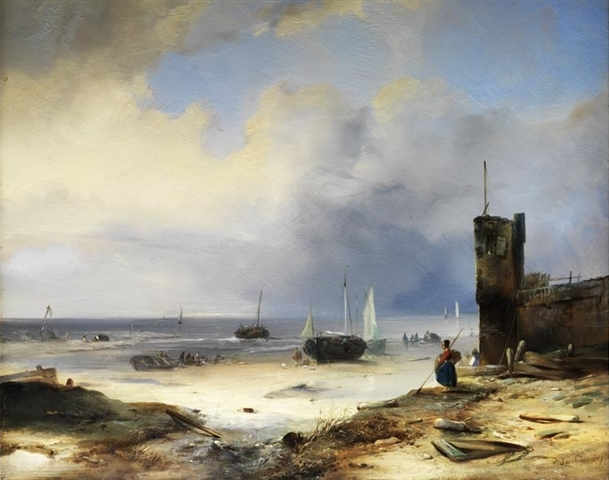
Fischerboote am Strand 1833

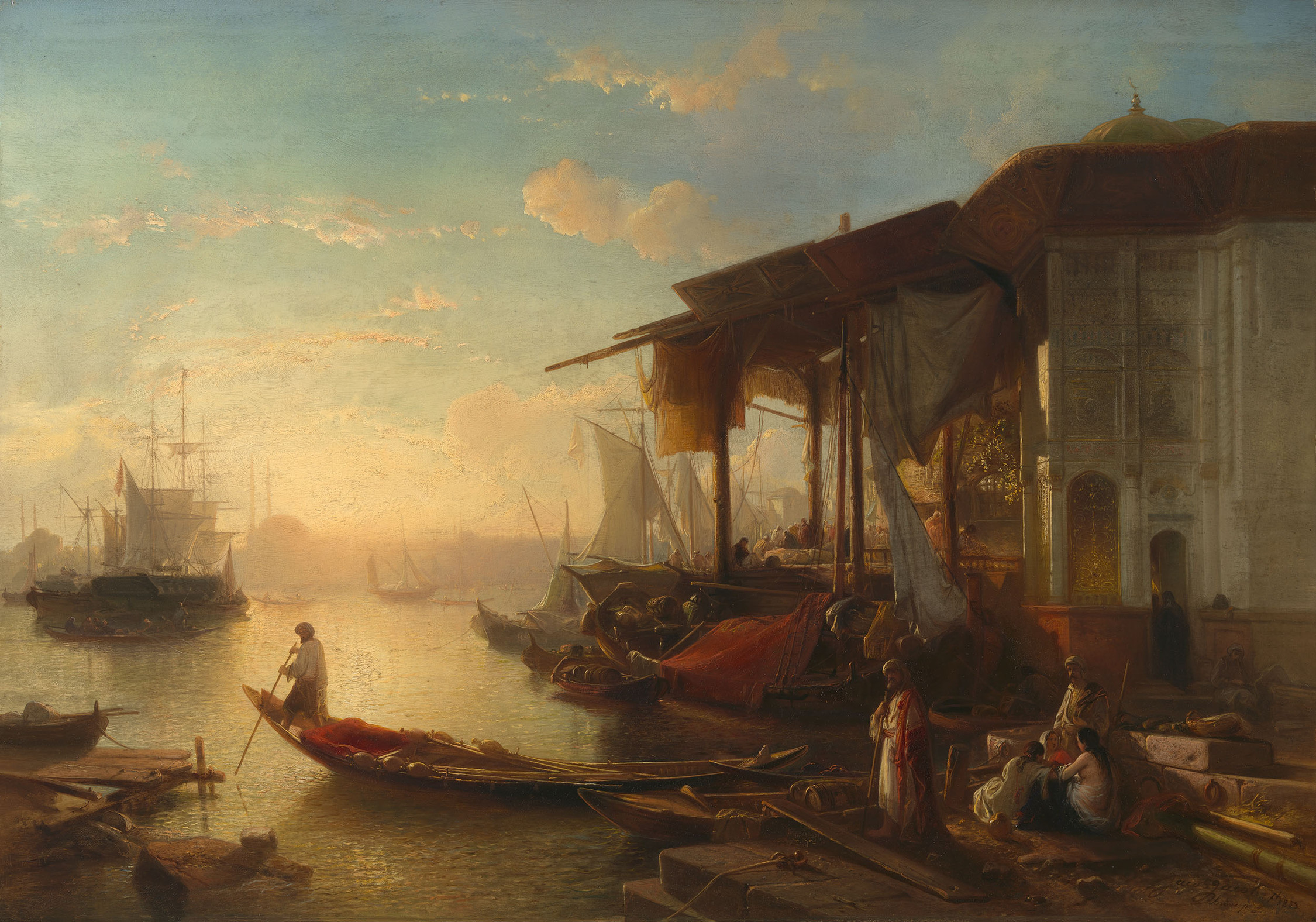
Das Goldene Horn von Konstantinopel

Mit Schiffen belebte Marinen und über Felsen wild dahinbrausende Wasserfälle gelangen ihm besonders.
- 1833: Ein durch eine Bombe zerstörtes Haus
- 1833: Innenansicht der Zitadelle von Antwerpen nach der Beschießung
- 1833: Landung der Fischer an einem niederländischen Strand
- 1836: Strandansicht von Scheveningen (angekauft durch den belgischen Staat)
- 1841: Die Ruhe der Falkenjäger
- 1846: Aussicht vom Cap Colonna in Griechenland (Museum Weimar)
- 1848: Griechische See (zunächst 1861 Sammlung Wagner Berlin von dort an die Nationalgalerie Berlin)
- 1848: Rastende Araber in der Wüste (angekauft von König Leopold I.)
- 1849: Der Schiffbruch des Auswandererschiffs „Floridian“ an der Küste von Essex 28. Februar 1848 (Neue Pinakothek München,[9] angekauft von König Ludwig I.)
- 1851: Ansicht eines Teils des Seehafens bei Konstantinopel im vollen Sonnenlichte (Neue Pinakothek München)
- 1852: Sonnenaufgang im Archipel (Neue Pinakothek München)
- 1852: Das Goldene Horn von Konstantinopel (mehrfach ausgeführt, Sammlung della Faille de Leverghem und Royal Collection im  Osborne House[10])
- Dorf Bulak am Nil (von Königin Victoria von England angekauft)
- 1854: Hafen von Kairo (Royal Collection im Osborne House[11])
- Ansicht des Serails in Konstantinopel (ursprünglich als Geschenk an den Sultan Abdülmecid I. angefertigt, von Baron Charles O’Sullivan de Grass erworben)
- 1855: Der Sarpfall des Glommen in Norwegen (Musée Moderne in Brüssel)
- 1857: Ruinen des Tempels von Karnak und Sognefjord in Norwegen (Vom Herzog von Brabant Leopold II. erworben)